# Why Don't You Do Right?
Why Don't You Do Right?,  è una ballata blues divenuta uno standard jazz. Fu scritto nel 1936 da Kansas Joe McCoy a Chicago.

## Composizione
Nella prima edizione del 1936, il titolo del brano era The Weed Smoker's Dream (tradotto in italiano: Il sogno di un fumatore di erba), mentre Why Don't You Do Right? era il sottotitolo. Era stato composto da McCoy e registrata dalla sua band a Chicago, gli Harlem Hamfats.
La canzone affonda le sue radici nel blues e nel testo originario il personaggio principale era un fumatore di ganja che rimpiangeva le sue opportunità finanziarie perdute.
Successivamente McCoy riscrisse la canzone, perfezionando la composizione e cambiando interamente il testo ed il titolo che divenne appunto "Why Don't You Do Right?". 
Ora la protagonista diventa una donna che sgrida e castiga il suo uomo per i suoi comportamenti irresponsabili e gli ripete: 
"Perché non fai le cose per bene, come fanno tanti altri uomini? Fuori di qui e procurami anche del denaro".
La prima interprete del nuovo brano fu la cantante blues americana Lilian 'Lil' Green, accompagnata da Big Billy Broonzy alla chitarra, questo accadde nel 1941. La registrazione divenne presto una hit blues e jazz.

## Versione di Peggy Lee
Una delle versioni più conosciute della canzone è quella strumentale di Peggy Lee, che fu registrata il 27 luglio del 1942 con Benny Goodman, a New York. 

## Parole e temi
La canzone racconta di una donna che si lamenta dell'evidente insolvenza finanziaria del suo partner. Dice che lui stava bene economicamente nel 1922, ma adesso non ha più niente! Reclama che questo è dovuto al fatto che lui ha sprecato il suo denaro per altre donne e che queste amanti non mostreranno più alcun interesse nei suoi confronti adesso che è povero. Lamenta inoltre di essere stata tratta con l'inganno in una relazione dove tutto quello che lui aveva da offrirle era "un drink di gin". Termina ogni verso chiedendo perché egli non si "comporti bene" con lei, così come fanno gli altri uomini con le loro donne; quindi lo caccia via insistendo che vada a guadagnarsi da vivere per mantenerla.
La canzone affonda le sue radici nella musica blues e si accosta e procede con tematiche comuni ai tempi della Grande Depressione e del proibizionismo. Il narratore, ovvero la donna, sta dicendo che l'uomo si trova in una condizione di bisogno perché è stato usato da altre donne, quindi gli domanda, non senza pretesa, denaro per il suo beneficio.

## Altre esecuzioni
Oltre alle versioni già citate, ne vennero registrate altre nel corso degli anni da Kay Kyser (cantata da Julie Conway), da Julie London nel suo album Whatever Julie Wants, da Ella Fitzgerald (vedasi il suo album Jazz at the Philharmonic: The Ella Fitzgerald Set), Joe Pass, Julie London, Cal Tjader e Mary Stallings, Mark Murphy, Shirley Horn, Johnny Otis, Mel Torme, Rasputina, Imelda May, Kiri Te Kanawa, Ashlee Simpson, DiggingRoots, Sinéad O'Connor, Eden Brent nel suo album Mississippi Number One (2008), e i White Ghost Shivers nel loro album Everyone's Got 'Em (2006). 
Un'altra memorabile esecuzione è quella eseguita da Jessica Rabbit nel film del 1988 Chi Ha Incastrato Roger Rabbit. La performance vocale è di Amy Irving (nei dialoghi la voce originale del personaggio era invece dell'attrice Kathleen Turner).
Una nuova versione, in chiave remix e dance, è stata realizzata nel 2010 dal dj Gramophonedzie con il titolo Why Don't You.
La canzone compare, in versione originale, nel videogame Mafia II e in Fallout: New Vegas.